# Waldenserkirche (Gewissenruh)

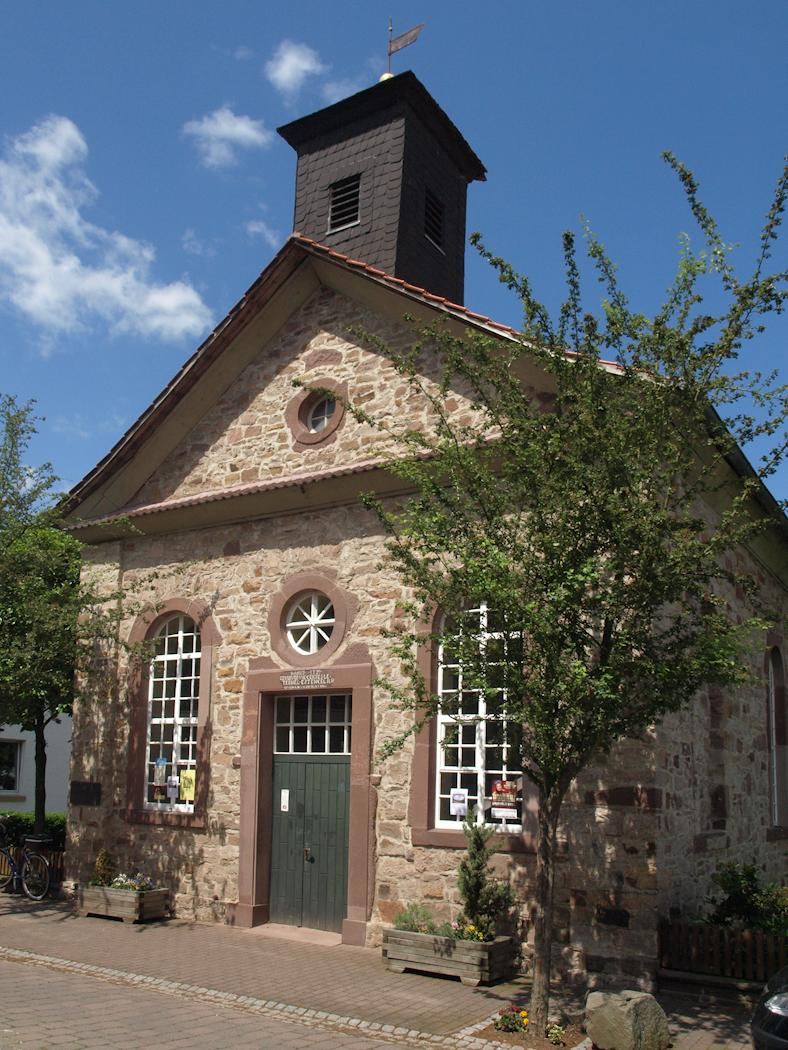
Waldenserkirche in Gewissenruh

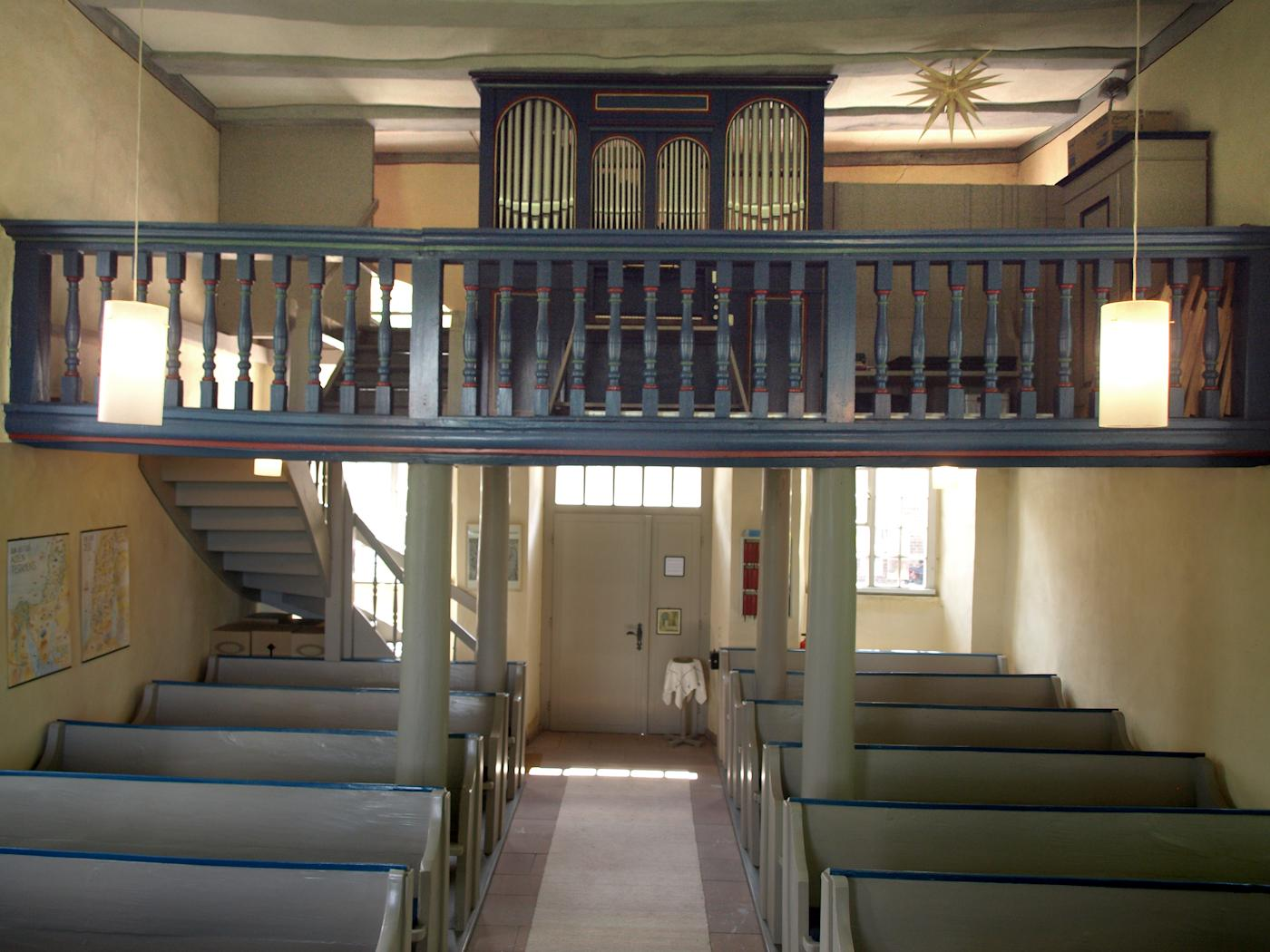
Waldenserkirche
Blick zur Orgelempore

Die Waldenserkirche ist die evangelische Pfarrkirche von Gewissenruh, einem Ortsteil der Gemeinde Wesertal  im hessischen Landkreis Kassel. Zusammen mit der Waldenserkirche Gottstreu gehört Gewissenruh zum Kirchspiel Lippoldsberg im Kirchenkreis Hofgeismar-Wolfhagen der Evangelischen Kirche von Kurhessen-Waldeck.
Der 1722 für waldensische Glaubensflüchtlinge aus Frankreich durch Landgraf Karl von Hessen-Kassel als „Kolonie“ gegründete Ort Gewissenruh erhielt erst 1779 eine eigene Kirche, nachdem bis dahin die Kirche im benachbarten Gottstreu mitbenutzt worden war. Anders als die übrigen Hugenottenkirchen der Landgrafschaft Kassel ist die Waldenserkirche von Gewissenruh als klassizistischer Werksteinbau in Wesersandstein errichtet. Die französische Inschrift über dem Haupteingang lautet: 1 Aout 1779 Gen XXVIII V 16 Certes l’éternel est en ce lieu et je n’en savois rien (Übersetzung: 1. August 1779, Genesis 28, Vers 16: Gewiss, der Herr ist an diesem Ort und ich wusste es nicht).
Im Innern besitzt die schlicht gehaltene Kirche eine Kanzel über dem Abendmahlstisch und eine Empore. 1885 erhielt sie eine Orgel in klassizistischem Prospekt aus der Werkstatt der Gebrüder Euler in Gottsbüren. Das 1955 und 1979 veränderte Instrument hat die folgende Disposition:
| Manual C–f3 |           |       |
| 1.          | Principal | 8′    |
| 2.          | Gedackt   | 8′    |
| 3.          | Oktave    | 4′    |
| 4.          | Oktave    | 2′    |
| 5.          | Quinte    | 1 ⁄3′ |

| Pedal C–d1 |         |     |
| 6.         | Subbass | 16′ |

- Koppeln: I/P